# Wendigo
El Wendigo (també conegut com a windigo o witiko) és una criatura o esperit propi de la mitologia dels indis algonquins del nord dels EUA i el Canadà, que es creia que habitava en els boscos més septentrionals i profunds del continent americà. Aparentment és una personificació de la crida atàvica -i la fascinació propera a la bogeria- que els boscos profunds i la naturalesa més salvatge provoca en els humans i, en la seva faceta més fosca, un mite per a explicar la bèstia en la qual es pot convertir un ser humà quan fa cas d'aquesta crida. Aquest mite podria estar relacionat amb històries dels pobles indis sobre casos de canibalisme per a sobreviure als crus hiverns d'aquestes dures zones del continent.
En psiquiatria s'ha considerat la psicosi per wendigo com un cas de psicosi particular i pròpia d'una cultura (en aquest cas l'amerindia).
El Wendigo es personifica unes vegades com el vent sobre les copes dels arbres o com un esperit, altres com un ésser molsós que habita en la profunditat del bosc, altres com una terrible criatura meitat bèstia meitat home. El Wendigo "crida" a les seves preses pel seu nom, i quan aquestes senten la seva crida no poden evitar de córrer cap a les profunditats del bosc i perdre's per sempre.

## Llegendes i contes[4]
En el famós conte d'Algernon Blackwood titulat "El Wendigo" (Vegeu "Mites de Cthulhu"), apareix com un ésser temut pels indígenes dels boscos del nord d'Amèrica, que menja molsa i no humans. Personifica l'anomenat atàvic de la naturalesa a l'animal que suposadament portem tots dins, ja que les seves víctimes senten una veu que els crida, i com fetillades, inicien una esbojarrada carrera que els condueix al més profund de les selves boscoses del Gran Nord a gran velocitat (i altura), cremant-se els seus peus (que es converteixen en arpes) i sagnant els seus ulls.
Les llegendes sobre el Wendigo són nombroses, així en unes és una personificació d'un gran caçador que es va perdre en el bosc i per alimentar-se amb carn humana va ser castigat i es va transformar en alguna cosa semblant a un zombi, amb grans mans amb arpes i molt àgil, que s'alimenta de carn humana. En unes altres es diu que és un esperit del bosc, corpulent i amb pèl blanc, que s'alimenta de molsa. En gairebé totes s'explica que menjava guerrers que s'aventuraven massa en els grans boscos deserts i gelats del nord dels Estats Units i el Canadà i que s'hi perdien. El 2005, a Espanya, Claudia Franco va fer al·lusió al wendigo com un ésser que s'alimentava a força de cors humans. Segons el seu llibre (El Wendigo) era una criatura fosca similar a un llop en la nit, i durant dia, un atractiu jove que atreu a les seves víctimes fins al capvespre on els arrenca el cor.
La llegenda diu que qui menja carn humana sofreix la maldicio de no poder aturar de menjar-ne i es converteixen en WENDIGOS.